# Sveriges Arboristförbund
Sveriges Arboristförbund är en svensk branschorganisation för arborister. Förbundet bildades 2011, och det första årsmötet hölls 28 mars 2012. 